# John V. Stuckmeyer
John V. Stuckmeyer est un producteur et scénariste américain.

## Filmographie

### Cinéma
Scénariste
- 1982 : L'Épée sauvage

Producteur
- 1982 : L'Épée sauvage
- 1990 : Far Out Man (en)
- 1991 : Paradise
- 1993 : Le Gardien des Esprits
- 1993 : CB4
- 1993 : Even Cowgirls Get the Blues
- 1996 : Foxfire

Superviseur de la musique
- 1988 : Alien from L.A.

### Télévision
Producteur
- 1990 : Enterré vivant 2 (en)
- 1994 : Le Crépuscule des aigles
- 1995 : Citizen X
- 1995 : Mike Tyson, l'histoire de sa vie
- 1998 : Killers in the House (en)
- 2000 : Plongée mortelle (en)
- 2002 : The Real World Movie: The Lost Season (en)
- 2003 : Les Frères Scott (épisode pilote)
- 2003-2006 : Nip/Tuck (59 épisodes)
- 2004 : Eve (1 épisode)
- 2005-2006 : The Closer : L.A. enquêtes prioritaires (28 épisodes)
- 2006 : The Bedford Diaries (1 épisode)
- 2007 : The Staircase Murders (en)
- 2008 : Les Aventures de Flynn Carson : Le Secret de la coupe maudite
- 2008-2009 : Rita Rocks (40 épisodes)
- 2008-2012 : Le Monde selon Tim (28 épisodes)
- 2009 : Surviving Suburbia (13 épisodes)
- 2010-2011 : The Ricky Gervais Show (en) (25 épisodes)

## Distinctions
Nominations
- Saturn Award :
  - Saturn Award du meilleur scénario 1983 (L'Épée sauvage)